# Tower Records (sello discográfico)
Tower Records fue un sello discográfico estadounidense activo entre 1964 y 1970. Subsidiario de Capitol Records, Tower generalmente publicó grabaciones de artistas de un perfil bajo en comparación con la música que publicaba su matriz. El sello ha sido siempre asociado al género Garage rock debido a los lanzamientos de bandas como The Standells y The Chocolate Watchband.

## Historia
El sello fue fundado en 1964 y fue llamado Tower por ser este el nombre del edificio que albergaba la sede de su compañía matriz, Capitol Records. En un principio se utilizó para publicar grabaciones de la llamada British Invasion. El primer sencillo que publicó Tower fue "Car Party/Outta Gas" de The Sunrays, un grupo pop de California producido por Murry Wilson, padre de Brian, Dennis y Carl Wilson de los Beach Boys. Freddie and the Dreamers publicaron el sencillo "I'm Telling You Now", que alcanzó el número 1 de la lista Billboard Hot 100, el único número 1 del sello. Tower publicó seis canciones grabadas en 1963 por Tom Jones, que el sello lanzó aprovechando el éxito de "It's Not Unusual" en 1965. Se hizo cargo de los primeros lanzamientos del cantante Harry Nilsson a nivel nacional.
Entre 1964 y 1968 las etiquetas del sello, tanto para sencillos como para álbumes eran de un color naranja oscuro pero desde finales de 1968 hasta el cese de las operaciones en 1970, los lanzamientos llevaron un nuevo diseño con una etiqueta multicolor.
En 1965, Tower publicó "You Turn Me On" de Ian Whitcomb, un tema que levantó cierta controversia al ser considerado de alto contenido erótico. Sin embargo, se convirtió en el mayor éxito de Whitcomb, alcanzando el número 8 de Billboard Hot 100. Ese año, el sello también publicó los sencillos "I Live For The Sun" de The Sunrays y "Dirty Water" de The Standells.
Tower fue el sello encargado de publicar las primeras grabaciones de Pink Floyd en Estados Unidos. En total, se publicaron tres álbumes. Los cinco sencillos que Pink Floyd publicó en Tower se han convertido en los más valiosos y codiciados de la banda. "See Emily Play" fue reeditado tres veces entre mediados de 1967 y finales de 1968. Otros dos sencillos, "Flaming" y "Let There Be More Light" son especialmente raros y nunca fueron publicados en el Reino Unido. Tras la disolución de Tower, los álbumes de Pink Floyd fueron reeditados por Harvest Records, otro sello subsidiario de Capitol Records.
En 1967, Tower también publicó varios sencillos de The Chocolate Watch Band, que décadas más tarde se convirtieron en valiosos objetos de colección.
En 1968, Mike Curb se incorporó al sello como A&R. Curb participó en el lanzamiento de varias bandas sonoras, entre las que destaca la de la película Wild in the Streets, cuyo tema principal "Shape of Things to Come", interpretado por el grupo de ficción Max Frost and the Troopers, se convirtió en el último gran éxito de Tower Records.
Capitol cerró Tower Records en 1970. En 1992, el sello original fue usado por EMI para el álbum de la serie "Legends Of Rock And Roll" titulado Best Of Freddie And The Dreamers. Con la venta de activos de EMI a Universal Music Group en 2012, todo el catálogo de Tower Records pasó a ser propiedad de esta última, con la excepción de las grabaciones de Pink Floyd, que son propiedad de la banda y cuyos derechos de publicación pertenecen a Warner Music Group en Europa y a Sony Music Entertainment en el resto del mundo. Otros lanzamientos de Tower relacionados con la British Invasion, como los de Freddie and the Dreamers, son propiedad de Parlophone.